# Отердал, Жанна
Жанна Отердал (швед. Jeanna Oterdahl, полное имя Jeanna Louise Oterdahl; 1879—1965) — шведская писательница и педагог.

## Биография
Родилась 9 августа 1879 года в городе Уддевалла Жанна Отердал в семье военного инженера-строителя Филипа Отердала и его жены Евы Фрёгрен; была старшим ребёнком из пяти братьев и сестер. Её дедушка владел большой бойней в Стокгольме, которую Жанна позже использовала в своём романе «Ett gammalt borgarhem» («Дом старых граждан»). Бо́льшую часть жизни Жанна Отердал прожила в Гётеборге, иногда отдыхая летом в своём доме в местечке Сванесунд на острове Уруст.
Окончив стокгольмскую Высшую учительскую семинарию и получив диплом учителя в 1901 году, Отердал работала в школе Матильды Холл в Гётеборге (где она сама была ученицей), одновременно занимаясь писательской деятельностью. Она познакомилась со шведскими писательницами Сельмой Лагерлёф и Софи Элкан и провела часть 1915 года в усадьбе Морбакка, где родилась и жила Лагерлёф, что дало Отердал огромное литературное вдохновение. Она стала первой первой, кто написал обширную биографию Софи Элкан.
В 1920-х годах Жанна Отердал сократила учебные часы и сосредоточилась на литературной деятельности. Занималась общественной деятельностью — несколько её выступлений были переданы по радио по всей Швеции, в том числе речь весной 1944 года, в которой она осудила антисемитизм. Её главным образцом для подражания был шведский проповедник и писатель Натанаэль Бесков; Отердал стала членом его Ассоциации христианского гуманизма. Примерно около 1950 году она присоединилась к квакерам.

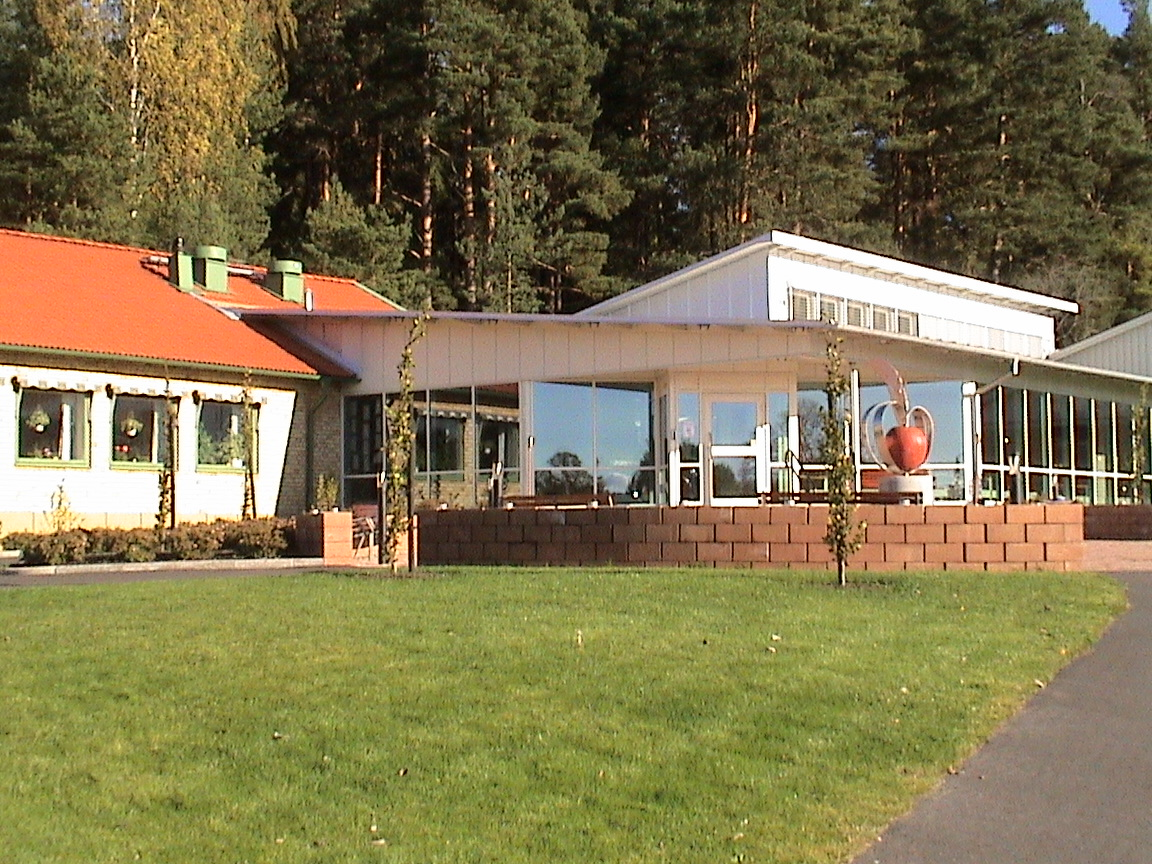
Народная средняя школа Аса

Также Жанна Отердал занималась лекторской деятельностью, рассказывая на различные темы: об истории женщин, месте детства в истории литературы, комплексах неполноценности и старости — это дало новую аудиторию дополнительно к читающим её литературные произведения. Некоторые лекции она сопровождала рассказами об отдельных исторических личностях: помимо Сельмы Лагерлёф и Софи Элкан, она рассказывала о Фредрике Бремер, Хансе Андерсене и Сакариасе Топелиусе. Во время своих лекционных туров она посетила несколько народных средних школ, в числе которых была Народная средняя школа Аса в провинции Сёдерманланд — пятая по счёту народная средняя школа Швеции.
После выхода на пенсию Отердал продолжала путешествовать по стране и читать лекции.
Умерла 27 июля 1965 года в Гётеборге. Была похоронена в семейной могиле на городском кладбище Östra kyrkogården. Замужем она не была.
Жанна Отердал оставила глубокий след в истории Гётеборга и шведской культурной жизни. В 1951 году она была удостоена почётного знак города Гётеборга. В 1959 году награждена медалью Illis Quorum кворумом Иллиса и премией Нильса Хольгерссона. В Сванесунде на острове Уруст в её честь была названа одна из улиц.